# Auto-régression conditionnelle
Le Modèle d’Auto-régression conditionnelle (« Conditional AutoRegressive Model » ou « CAR ») est une généralisation du modèle de régression linéaire défini pour tenir compte de l'autocorrelation spatiale dans les problèmes de classification et de régression spatiale. Alors que dans la régression classique il est présupposé que le phénomène est stationnaire dans l'espace étudié, dès que l'analyste géographe détecte une dépendance entre l'observation effectuée et le lieu géographique, il doit employer un modèle non stationnaire tels que CAR,  SAR ou GWR. 

## Description
Ce modèle prend la forme suivante :
{\displaystyle y=x\beta +\rho W(y-x\beta )+\epsilon }
où ρ est un coefficient d’auto-régression, W est la matrice de poids spatiaux, x les variables explicatives, y la variable expliquée, ε représente l'erreur.

## Utilisation
On l'utilise ces modèles dans la fouille de données spatiales.